# Andreas Knebel
Andreas Knebel (Sangerhausen, 21 giugno 1960) è un ex velocista tedesco.

## Palmarès

### Olimpiadi
- 1 medaglia:
  - 1 argento (Mosca 1980 nella staffetta 4x400 m)

### Europei
- 1 medaglia:
  - 1 argento (Atene 1982 nei 200 m piani)

### Europei indoor
- 1 medaglia:
  - 1 oro (Grenoble 1981 nei 400 m piani)

## Altre competizioni internazionali
1981
- Coppa Europa di atletica leggera ( Zagabria)

1983
- Coppa Europa di atletica leggera ( Londra)